# Legia Warszawa (żużel)
Legia Warszawa – polski klub żużlowy z Warszawy.
Po reorganizacji polskiego sportu, która miała miejsce na przełomie lat 40. i 50., działał w ramach Zrzeszenia „CWKS”, będąc w tym okresie, przez pewien czas, siedzibą centralnej sekcji żużlowej Zrzeszenia. Po „odwilży” powrócił do nazwy „Legia”.
W rozgrywkach ligowych brał udział w latach 1948, 1950–1951 oraz 1955–1959 (w latach 1952–1954 siedziba ówczesnej centralnej sekcji żużlowej CWKS-u została przeniesiona do Wrocławia). Przed sezonem 1960 żużlowa Legia Warszawa połączyła się z Neptunem Gdańsk, tworząc Legię Gdańsk.
Stolicę Polski w rozgrywkach ligowych, w okresie startów Legii, reprezentowały także dwie inne ekipy: PKM-u (1948–1950) i Skry (1948–1959).
Powrót ligowego żużla do Warszawy, po 40-letniej przerwie, nastąpił w sezonie 2000, kiedy do rozgrywek przystąpiła WSŻ Gwardia.

## Historia
Początki klubu sięgają lat 1929–1930, kiedy powstała sekcja motocyklowa Legii Warszawa. Zalążek motocyklowej Legii miał miejsce na przełomie listopada i grudnia 1929 roku, kiedy rozpoczęto pierwsze prace związane z organizacją sekcji. Członkowie sekcji jako datę jubileuszową wskazywali dzień 8 grudnia, obchodząc tego dnia uroczystości rocznicowe. W kolejnych dziesięcioleciach SM Legia liczyła swoje jubileusze począwszy od 1929 roku, mimo że oficjalne zebranie założycielskie odbyło się dopiero w pierwszym kwartale 1930 roku. Z jej inicjatywy w dniu 9 listopada 1930 na stadionie Legii odbyły się po raz pierwszy w Warszawie wyścigi na żużlu.
Po wojnie głównym inicjatorem powstania ligi żużlowej był były zawodnik Legii Józef Docha. W 1948 roku przeprowadzono eliminacje po których żużlowcy Legii zostali zakwalifikowani do drugiej ligi, w której zajęli 5. miejsce. Słaby wynik spowodował, że drużyna nie wystartowała w 1949 w rozgrywkach ligowych, a zawodnicy zasilili inne stołeczne drużyny żużlowe. W 1950 decyzją władz państwowych powołano zrzeszenia sportowe i sekcja żużlowa CWKS Legia została przydzielona do drugiej ligi. Do drużyny sprowadzono z Leszna najlepszego polskiego żużlowca Alfreda Smoczyka, a z Gdyni mistrza Polski z 1947 Tadeusza Wikaryjczyka, mimo wzmocnień drużyna zajęła trzecie miejsce.
W sezonie 1951 już w pierwszej lidze żużlowcy CWKS-u (bo tak się nazywali) zajęli czwarte miejsce, a po zakończeniu sezonu podjęto decyzję o przeniesieniu sekcji do Wrocławia. Pierwszy sezon „wrocławski” był bardzo udany, a żużlowcy CWKS-u zdobyli srebrny medal. We Wrocławiu „wojskowi” żużlowcy spędzili jeszcze dwa sezony w 1953 zajęli 4. miejsce, a w 1954 zajęli 6. miejsce. W 1955 drużyna wróciła do Warszawy, jednak na koniec sezonu zajęła ostatnie miejsce w lidze z zerowym dorobkiem punktowym. W następnym sezonie było już lepiej i żużlowcy zakończyli rozgrywki na czwartej pozycji. W sezonie 1957 sprowadzono do zespołu Pawła Waloszka i liczono po cichu na sukces, do medalu zabrakło zaledwie dwóch punktów, pozostał niedosyt i 5. miejsce w tabeli, zostało to zrekompensowane tytułem indywidualnego mistrza Polski wywalczonym przez Mariana Kaisera.
W 1958 Legia zajęła 6 pozycję. W owym sezonie, wobec braku własnego toru i zupełnego braku zainteresowania żużlem ze strony warszawskich kibiców, zespół wszystkie swoje mecze (tj. jako gospodarz) rozgrywał nie jak dotychczas na stadionie Skry, lecz w obcych miastach. Rok 1959 zapowiadał się bardzo obiecująco sprowadzono ponownie Pawła Waloszka i „wojskowi” zdobyli brązowy medal w DMP.
Przed sezonem 1960 podjęto decyzję o połączeniu dwóch sekcji żużlowych: gdańskiego LPŻ Neptuna, który występował w III lidze, z Legią Warszawa. Nowy klub pozostał przy nazwie Legia, ale żużlowcy startowali już w Gdańsku, gdzie żużel przyciągał tłumy, tym bardziej, że żużlowcy Legii Gdańsk zdobyli srebrny medal DMP. W następnym sezonie w Gdańsku nastąpił kryzys i zespół ledwo się utrzymał, pokonując w barażach Unię Tarnów. Przed sezonem 1962 gdańska Legia została przejęta przez GKS Wybrzeże, w ten sposób ostatecznie zamknięto żużlowy rozdział Legii Warszawa. Sama SM Legia zniknęła z motocyklowej mapy Polski w latach 80. XX wieku.

## Sezony
| Sezon | Rozgrywki ligowe | Rozgrywki ligowe | Rozgrywki ligowe | Uwagi                                 |
| Sezon | Liga             | Liga             | Miejsce          | Uwagi                                 |
| ----- | ---------------- | ---------------- | ---------------- | ------------------------------------- |
| 1948  | Eliminacje       | Eliminacje       | 12/16            | Kwalifikacja do II ligi               |
| 1948  | II               | II liga          | 5/9              |                                       |
|       |                  |                  |                  |                                       |
| 1950  | Baraż            | Baraż            | –                | Klub nie został dopuszczony do startu |
| 1950  | II               | II liga          | 3/8              | Przydział do ligi „zrzeszeniowej”     |
| 1951  | I                | Liga             | 4/10             |                                       |
|       |                  |                  |                  |                                       |
| 1955  | I                | I liga           | 6/6              |                                       |
| 1956  | I                | I liga           | 4/8              |                                       |
| 1957  | I                | I liga           | 5/8              |                                       |
| 1958  | I                | I liga           | 6/8              |                                       |
| 1959  | I                | I liga           | 3/8              |                                       |

| Poziom ligowy | Liczba sezonów | Sezony          |
| ------------- | -------------- | --------------- |
| I             | 6              | 1951, 1955–1959 |
| II            | 2              | 1948, 1950      |

## Osiągnięcia

### Krajowe
Poniższe zestawienia obejmują osiągnięcia klubu oraz indywidualne osiągnięcia zawodników w rozgrywkach pod egidą PZM oraz GKSŻ.

#### Mistrzostwa Polski
Drużynowe mistrzostwa Polski
- 3. miejsce (1): 1959

Indywidualne mistrzostwa Polski
- 1. miejsce (1):
  - 1957 – Marian Kaiser
- 2. miejsce (3):
  - 1932 – Edward Langier (kl. pow. 500 cm³)
  - 1933 – Edward Langier (kl. 350 cm³)
  - 1933 – Edward Langier (kl. pow. 350 cm³)